# Башня Меру
Башня Меру или Пелинггих Меру — главная святыня балийского храма. Это деревянная пагодоподобная конструкция с кладкой, деревянной камерой и многоярусными соломенными крышами. Башни Меру являются символом священной индуистской горы Меру. Башни Меру обычно посвящены либо высшим богам индуистского пантеона, местному пантеону, либо обожествленному человеку.
Башня Меру является эквивалентом шикхары (север Индии) или виманы (юг Индии) в индийской индуистской храмовой архитектуре.

## Описание
Башни Меру состоят из кладки, высотой около метра. Над этой платформой находится деревянная камера на сваях. Деревянная камера увенчана рядом из соломенных крыш уменьшающегося размера. В качестве материала для соломенной крыши в башнях Меру обычно используют черные волокна сахарной пальмы. В башнях Меру хоронятся или помещаются различные священные предметы.
Башня Меру отождествляется с горой Меру индуистской мифологии, обителью индуистских богов. Они всегда расположены в самом святом месте балийского храма. Отдельная башня меру посвящена определённым индуистским богам, обожествленным предкам, местному божеству (стхана девата) или священным географическим объектам, обычно местной горе. Меру служит «временным дворцом» для богов, основанным на балийской вере в то, что бог может занять временный дворец в Меру во время определённой церемонии.
Многоярусные соломенные крыши — самая узнаваемая особенность башен Меру. Количество крыш всегда нечётное и отражает статус божества, которому посвящена святыня. Самая низкая меру содержит три уровня, а самая престижная меру содержит 11 уровней.
Трехъярусная башня Меру обычно посвящается обожествленному предку. Центральная святыня Пура Лухур Улувату представляет собой трехъярусную башню Меру, посвященную священнику-реформатору 12-го века Данг Хьянгу Нирарте (позже обожествленному как Бетара Шакти Ваву Раух). Низкоуровневые башни Меру Пура Таман Аюн посвящены старым королям Королевства Менгви. Другое трехуровневое меру посвящено местному богу Гунунг Лебак, Бхатара Дану.
Пятиуровневая башня Меру посвящена богу Агунг Бхатара Махаджая.
Одиннадцатиуровневые башни Меру обычно посвящены высшим богам индуистского пантеона. Одиннадцатиуровневая Меру Пура Улун Дану Братан посвящена Шиве и его супруге Парвати. Пура Меру Ломбок содержит три башни Меру, посвященные Тримурти.

## Строительство
Строительство меру требует особого строительного обряда. Три припиха (pripih, см. далее) должным образом размещены в меру: на вершине крыши, в деревянной основной камере и под основанием. Объекты находились в разных местах меру, чтобы позволить меру стать подходящим сосудом для богов, которые решили войти в башню.
Самые важные объекты, которые должны быть приготовлены в меру, — это припихи (pripih). Припих служит вместилищем внутренней сущности бога. Он подготовлен, чтобы бог мог поселиться в меру. Припих — это обычно тонкая пластина из пяти кусков металла (панкадату, из железа, меди, золота, серебра и свинца), на которых написаны каббалистические символы (раджахан). Припихи заворачивают в траву аланг-аланг, цветы, травы и хлопчатобумажную ткань, и всё это связывается красной, белой и чёрной нитями (нитью тридату). Припих существенно важнее статуи, представляющей физическую форму бога (упами). Припих крепится к основанию, сделанному из мелких монет и помещается либо в кукупу (ящик из золота, серебра или камня), либо в сангку (глиняный сосуд). Этот контейнер будет помещен в деревянную камеру меру или похоронен под его основанием. Если припих будет правильно расположен, храм будет в безопасности от разрушения.
Также в деревянной камере готовятся различные предметы, представляющие миниатюрную обстановку (paměrah), необходимые для ежедневных потребностей бога.
Ещё один припих находится на вершине меру. Там, где сходятся стропила самой верхней крыши, есть вертикальная колонна с полостью (pĕtaka), в которую помещен небольшой ящик с девятью драгоценными камнями (наваратна). Центральный драгоценный камень представляет бога Шиву, а 8 окружающих драгоценных камней представляют восемь богов небесного направления.
Раскопки на Яве показывают, что подобные ритуальные практики использовались при строительстве великих индуистско-буддийских храмов классической эпохи в Индонезии.